# César 2008
Die 33. Verleihung der Césars fand am 22. Februar 2008 im Théâtre du Châtelet in Paris statt. Die Zeremonie, durch die Antoine de Caunes als Gastgeber führte, wurde live von dem französischen Pay-TV-Sender Canal+ übertragen. „Wir setzen auf eine festliche und lustige Auflage, umso mehr, als im vergangenen Jahr nichts aufregendes auf der kulturellen Ebene war“, so der Präsident der diesjährigen Verleihung Jean Rochefort, der damit auf einen Rückgang der Kinobesuche in Frankreich anspielte.

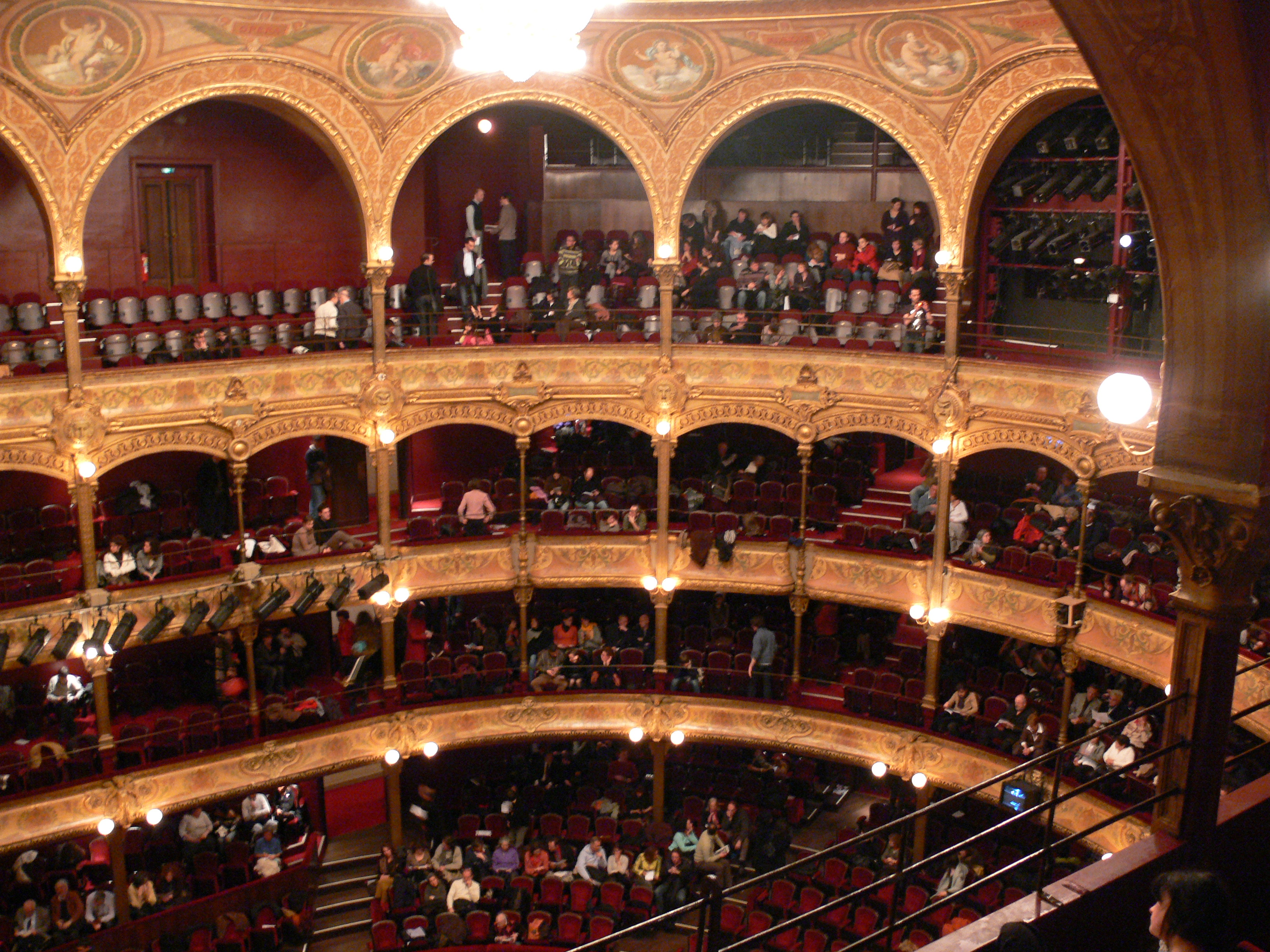
Das Théâtre du Châtelet, der Veranstaltungsort der Verleihung

## Favorisierte Filme

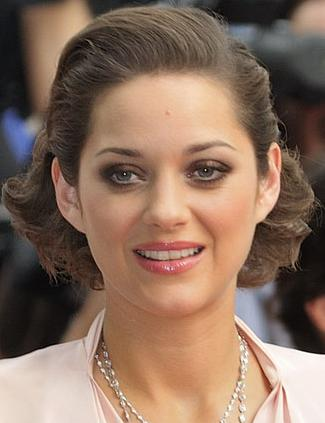
Beste Hauptdarstellerin: Marion Cotillard für La vie en rose

Bei der Bekanntgabe der Nominierungen am 25. Januar 2008 durch den Präsidenten der Verleihungszeremonie, dem französischen Schauspieler Jean Rochefort, dominierten Olivier Dahans La vie en rose und Claude Millers Ein Geheimnis die Preisverleihung mit je elf Nominierungen. Dahans filmische Hommage an das Leben Édith Piafs, die ihre Premiere bei den Filmfestspielen von Berlin 2007 feierte, brachte vor allem Hauptdarstellerin Marion Cotillard großes Lob seitens der internationalen Kritiker ein. Die französische Schauspielerin gewann unter anderem den Golden Globe Award und den Oscar jeweils als beste Hauptdarstellerin. Bei den Césars traf Cotillard in der gleichen Kategorie auf Isabelle Carré (Anna M.), Cécile de France (Ein Geheimnis), Marina Foïs (Darling) und Catherine Frot (Odette Toulemonde). Der große Konkurrent Ein Geheimnis, ein prominent besetztes Familiendrama, das bis zu den Gräueltaten des Zweiten Weltkriegs und Vichy-Regimes reicht, brachte Altmeister Claude Miller die siebte Nominierung für den Regiepreis ein. Dieser traf in der Kategorie neben Olivier Dahan (La vie en rose) auf den Oscar-nominierten US-Amerikaner Julian Schnabel (Schmetterling und Taucherglocke), André Téchiné, der für sein AIDS-Drama Wir waren Zeugen Berücksichtigung fand, und Abdellatif Kechiche (Couscous mit Fisch), letztjähriger Gewinner des renommierten Louis-Delluc-Preises, der sich schließlich durchsetzen konnte.
Das Feld der Nominierten in der Kategorie Bester Film wurde durch Julian Schnabels Schmetterling und Taucherglocke (sieben Nominierungen), der Oscar-nominierten Comic-Verfilmung Persepolis von Marjane Satrapi und Vincent Paronnaud (sechs Nominierungen) und Abdellatif Kechiches arabische Familienchronik Couscous mit Fisch (fünf Nominierungen) ergänzt. Die seltene Ehre einer Doppelnominierung wurde dem französischen Schauspieler und Comédie-Française-Mitglied Laurent Stocker zuteil. Für seine Rolle als depressiver Adelsspross in Claude Berris Liebesfilm Zusammen ist man weniger allein konnte er auf die Auszeichnungen für den besten Neben- und Nachwuchsdarsteller hoffen. Um den Preis für den besten ausländischen Film konkurrierte währenddessen der vorjährige deutsche Oscar-Preisträger Das Leben der Anderen von Florian Henckel von Donnersmarck gegen den 2008 für den Oscar kandidierenden Thriller Tödliche Versprechen – Eastern Promises von David Cronenberg, Cristian Mungius Goldene-Palme-Gewinner 4 Monate, 3 Wochen und 2 Tage, Fatih Akıns Drama Auf der anderen Seite und James Grays Kriminalfilm Helden der Nacht – We Own the Night.

## Gewinner und Nominierungen

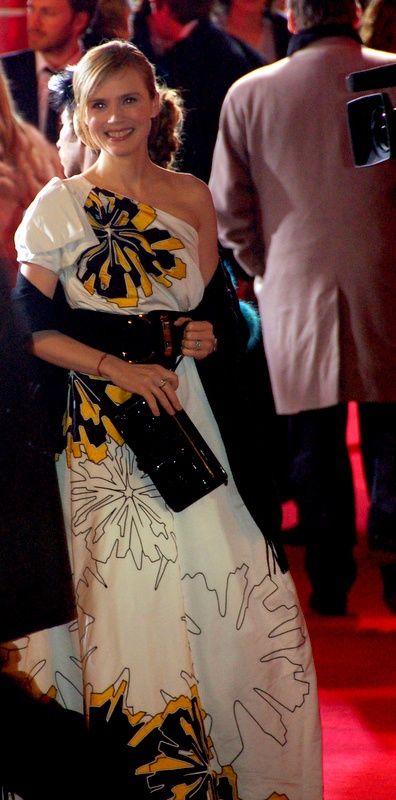
Als beste Hauptdarstellerin nominiert: Isabelle Carré

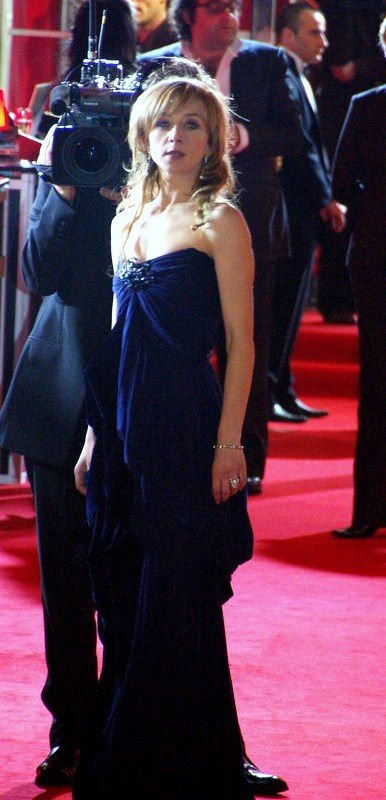
Als beste Nebendarstellerin nominiert: Sylvie Testud

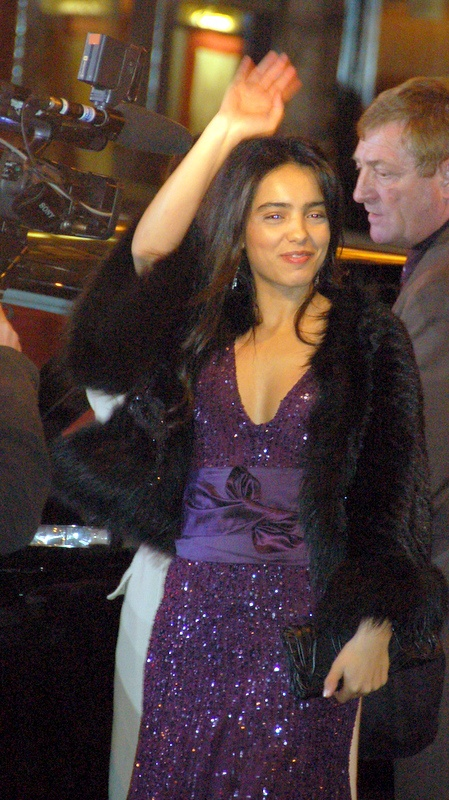
Hafsia Herzi, die beste Nachwuchsdarstellerin

| Statistik (Filme mit mehr als einer Nominierung) N=Nominierung; A=Auszeichnung |    |   |
| Film                                                                           | N  | A |
| La vie en rose                                                                 | 11 | 5 |
| Ein Geheimnis                                                                  | 11 | 1 |
| Schmetterling und Taucherglocke                                                | 7  | 2 |
| Persepolis                                                                     | 6  | 2 |
| Couscous mit Fisch                                                             | 5  | 4 |
| Chanson der Liebe                                                              | 4  | 1 |
| Wir waren Zeugen                                                               | 4  | 1 |
| Molière                                                                        | 4  | 0 |
| Zusammen ist man weniger allein                                                | 3  | 1 |
| Ceux qui restent                                                               | 3  | 0 |
| Faut que ça danse!                                                             | 3  | 0 |
| Intimate Enemies – Der Feind in den eigenen Reihen                             | 3  | 0 |
| Le deuxième souffle                                                            | 3  | 0 |
| Darling                                                                        | 2  | 0 |
| Jacquou le croquant                                                            | 2  | 0 |
| Water Lilies                                                                   | 2  | 0 |

### Bester Film (Meilleur film)
Couscous mit Fisch (La Graine et le Mulet) – Regie: Abdellatif Kechiche
- La vie en rose (La Môme) – Regie: Olivier Dahan
- Persepolis (Persépolis) – Regie: Vincent Paronnaud und Marjane Satrapi
- Schmetterling und Taucherglocke (Le Scaphandre et le Papillon) – Regie: Julian Schnabel
- Ein Geheimnis (Un secret) – Regie: Claude Miller

### Beste Regie (Meilleur réalisateur)
Abdellatif Kechiche – Couscous mit Fisch (La Graine et le mulet)
- Olivier Dahan – La vie en rose (La Môme)
- Claude Miller – Ein Geheimnis (Un secret)
- Julian Schnabel – Schmetterling und Taucherglocke (Le Scaphandre et le Papillon)
- André Téchiné – Wir waren Zeugen (Les Témoins)

### Bester Hauptdarsteller (Meilleur acteur)
Mathieu Amalric – Schmetterling und Taucherglocke (Le Scaphandre et le Papillon)
- Michel Blanc – Wir waren Zeugen (Les Témoins)
- Jean-Pierre Darroussin – Dialog mit meinem Gärtner (Dialogue avec mon jardinier)
- Vincent Lindon – Ceux qui restent
- Jean-Pierre Marielle – Faut que ça danse!

### Beste Hauptdarstellerin (Meilleure actrice)
Marion Cotillard – La vie en rose (La Môme)
- Isabelle Carré – Anna M.
- Cécile de France – Ein Geheimnis (Un secret)
- Marina Foïs – Darling
- Catherine Frot – Odette Toulemonde

### Bester Nebendarsteller (Meilleur acteur dans un second rôle)
Sami Bouajila – Wir waren Zeugen (Les Témoins)
- Laurent Stocker – Zusammen ist man weniger allein (Ensemble, c’est tout)
- Pascal Greggory – La vie en rose (La Môme)
- Michael Lonsdale – La Question humaine
- Fabrice Luchini – Molière

### Beste Nebendarstellerin (Meilleure actrice dans un second rôle)
Julie Depardieu – Ein Geheimnis (Un secret)
- Noémie Lvovsky – Actrices – oder der Traum aus der Nacht davor (Actrices)
- Bulle Ogier – Faut que ça danse!
- Sylvie Testud – La vie en rose (La Môme)
- Ludivine Sagnier – Ein Geheimnis (Un secret)

### Bester Nachwuchsdarsteller (Meilleur jeune espoir masculin)
Laurent Stocker – Zusammen ist man weniger allein (Ensemble, c’est tout)
- Nicolas Cazalé – Der fliegende Händler (Le Fils de l’épicier)
- Grégoire Leprince-Ringuet – Chanson der Liebe (Les Chansons d’amour)
- Johan Libéreau – Wir waren Zeugen (Les Témoins)
- Jocelyn Quivrin – 39,90 (99 francs)

### Beste Nachwuchsdarstellerin (Meilleur jeune espoir féminin)
Hafsia Herzi – Couscous mit Fisch (La Graine et le Mulet)
- Louise Blachère – Water Lilies (Naissance des pieuvres)
- Audrey Dana – Roman de gare
- Adèle Haenel – Water Lilies (Naissance des pieuvres)
- Clotilde Hesme – Chanson der Liebe (Les Chansons d’amour)

### Bestes Erstlingswerk (Meilleur premier film)
Persepolis (Persépolis) – Regie: Vincent Paronnaud und Marjane Satrapi
- Ceux qui restent – Regie: Anne Le Ny
- Et toi t’es sur qui? – Regie: Lola Doillon
- Water Lilies (Naissance des pieuvres) – Regie: Céline Sciamma
- Tout est pardonné – Regie: Mia Hansen-Løve

### Bestes Originaldrehbuch (Meilleur scénario original)
Abdellatif Kechiche – Couscous mit Fisch (La Graine et le Mulet)
- Olivier Dahan – La vie en rose (La Môme)
- Julie Delpy – 2 Tage Paris (Deux jours à Paris)
- Anne Le Ny – Ceux qui restent
- Laurent Tirard und Grégoire Vigneron – Molière

### Bestes adaptiertes Drehbuch (Meilleur scénario adaptation)
Marjane Satrapi und Vincent Paronnaud – Persepolis (Persépolis)
- Claude Berri – Zusammen ist man weniger allein (Ensemble, c’est tout)
- Christine Carrière – Darling
- Ronald Harwood – Schmetterling und Taucherglocke (Le Scaphandre et le Papillon)
- Claude Miller und Nathalie Carter – Ein Geheimnis (Un secret)

### Beste Filmmusik (Meilleure musique écrite pour un film)
Alex Beaupain – Chanson der Liebe (Les Chansons d’amour)
- Olivier Bernet – Persepolis (Persépolis)
- Alexandre Desplat – Intimate Enemies – Der Feind in den eigenen Reihen (L’Ennemi intime)
- Zbigniew Preisner – Ein Geheimnis (Un secret)
- Archie Shepp – Faut que ça danse!

### Bestes Szenenbild (Meilleurs décors)
Olivier Raoux – La vie en rose (La Môme)
- Françoise Dupertuis – Molière
- Thierry Flamand – Le deuxième souffle
- Jean-Piere Kohut Svelko – Ein Geheimnis (Un secret)
- Christian Marti – Jacquou le croquant

### Beste Kostüme (Meilleurs costumes)
Marit Allen – La vie en rose (La Môme)
- Jacqueline Bouchard – Ein Geheimnis (Un secret)
- Corinne Jorry – Le deuxième souffle
- Pierre-Jean Larroque – Molière
- Jean-Daniel Vuillermoz – Jacquou le croquant

### Beste Kamera (Meilleure photographie)
Tetsuo Nagata – La vie en rose (La Môme)
- Yves Angelo – Le deuxième souffle
- Gérard de Battista – Ein Geheimnis (Un secret)
- Giovanni Fiore Coltellacci – Intimate Enemies – Der Feind in den eigenen Reihen (L’Ennemi intime)
- Janusz Kamiński – Schmetterling und Taucherglocke (Le Scaphandre et le Papillon)

### Bester Ton (Meilleur son)
Laurent Zeilig, Pascal Villard und Jean-Paul Hurier – La vie en rose (La Môme)
- Antoine Deflandre, Germain Boulay und Eric Tisserand – Intimate Enemies – Der Feind in den eigenen Reihen (L’Ennemi intime)
- Guillaume Le Braz, Valérie Deloof, Agnès Ravez und Thierry Delor – Chanson der Liebe (Les Chansons d’amour)
- Thierry Lebon, Eric Chevallier und Samy Bardet – Persepolis (Persépolis)
- Jean-Paul Mugel, Francis Wargnier und Dominique Gaborieau – Schmetterling und Taucherglocke (Le Scaphandre et le Papillon)

### Bester Schnitt (Meilleur montage)
Juliette Welfling – Schmetterling und Taucherglocke (Le Scaphandre et le Papillon)
- Ghalya Lacroix und Camille Toubkis – Couscous mit Fisch (La Graine et le Mulet)
- Véronique Lange – Ein Geheimnis (Un secret)
- Richard Marizy und Yves Beloniak – La vie en rose (La Môme)
- Stéphane Roche – Persepolis (Persépolis)

### Bester Kurzfilm (Meilleur court métrage)
Mozart der Taschendiebe (Le Mozart des pickpockets) – Regie: Philippe Pollet-Villard
- Irgendwo in Afrika (Deweneti) – Regie: Dyana Gay
- Premier voyage – Regie: Grégoire Sivan
- Der Spaziergang (La Promenade) – Regie: Marina de Van
- Rachel – Regie: Frédéric Mermoud

### Bester Dokumentarfilm (Meilleur film documentaire)
Im Auftrag des Terrors (L’Avocat de la terreur) – Regie: Barbet Schroeder
- Animals in Love (Les Animaux amoureux) – Regie: Laurent Charbonnier
- Les Lip, l’imagination au pouvoir – Regie: Christian Rouaud
- Der erste Schrei (Le Premier cri) – Regie: Gilles de Maistre
- Rückkehr in die Normandie (Retour en Normandie) – Regie: Nicolas Philibert

### Bester ausländischer Film (Meilleur film étranger)
Das Leben der Anderen, Deutschland – Regie: Florian Henckel von Donnersmarck
- 4 Monate, 3 Wochen und 2 Tage, Rumänien – Regie: Cristian Mungiu
- Auf der anderen Seite, Deutschland – Regie: Fatih Akın
- Helden der Nacht – We Own the Night (We Own the Night), USA – Regie: James Gray
- Tödliche Versprechen – Eastern Promises (Eastern Promises), USA/Kanada/Großbritannien – Regie: David Cronenberg

## Ehrenpreis (César d’honneur)
- Roberto Benigni, italienischer Schauspieler, Drehbuchautor und Regisseur
- Jeanne Moreau, französische Schauspielerin
- Romy Schneider, deutsch-französische Schauspielerin (postum)